# Potosi (Wisconsin)
Potosi è un villaggio degli Stati Uniti d'America, situato in Wisconsin, nella contea di Grant.